# Холера (група)
Вижте пояснителната страница за други значения на Холера.
Холера e легендарна българска пънк група основана в София през 1987 г. Текстовете на песните са им хумористични и нецензурни, издали са 13 парчета в един албум, който излиза през 1995 г. (1) Архив на оригинала от 2007-09-26 в Wayback Machine.. Първият и единствен албум на групата се казва „Уплаши детенце“ и излиза на българския пазар в кофичка от кисело мляко (надписана като „Вкиснато мляко“), в която е поставена компактна касета. За времето си групата достигна за кратко нивата на групи като Контрол и Хиподил, но по неясни причини слезе от българската сцена, въпреки хилядите си фенове. Членове на групата участват по-късно в също така култови групи. Басистът на Холера Калоян Рамоданов участва в групата „Руски синдром“, а Чочо във „Виолетов Генерал“.

## Състав
Николай Добрев(Мъни)-китара
Владимир Георгиев (Владо попа)-барабани
Алексей Пеиков (Льошко)-бас
- Николай Луканов, вокал
- Калоян Рамоданов, бас (по-късно в „Руски синдром“)
- Пепърса
- Чочо (по-късно във „Виолетов Генерал“)
- Антон Димитров-Тони, басист и текстописец/един от създателите/
- Сашо Мухъла -барабанист/от самото начало/
- Николай Добрев – Мъни (китара)
- Светлин Георгиев, бас 1987-1988,(по-късно вокал в „Президент“)
- Евгений Генчев - Джули (по-късно във „Виолетов Генерал“)

## Албум
Уплаши детенце (1995)
1. Няма щастие
2. Няма мама
3. На бившата
4. Хлъзгавата риба
5. Стоянка
6. Революция
7. Диверсант
8. Бай Генчо
9. Не съм сладурче
10. Плод и зеленчук
11. Сузана (стопанският двор)
12. Порноагресия
13. Белият сняг